# Luís Montenegro
Luís Filipe Montenegro Cardoso de Morais Esteves (ur. 16 lutego 1973 w Porto) – portugalski polityk, prawnik i samorządowiec, poseł do Zgromadzenia Republiki, od 2022 przewodniczący Partii Socjaldemokratycznej, od 2024 premier Portugalii.

## Życiorys
Ukończył studia prawnicze na Portugalskim Uniwersytecie Katolickim. Został też absolwentem programu z zakresu zarządzania w INSEAD. Praktykował w zawodzie adwokata, do 2022 był partnerem współtworzonej przez siebie kancelarii prawniczej.
Wstąpił do Partii Socjaldemokratycznej, był przewodniczącym lokalnych struktur jej organizacji młodzieżowej JSD. Był radnym miejskim w Espinho, a także członkiem władz wykonawczych tej miejscowości. W wyborach w 2002 po raz pierwszy został wybrany w skład Zgromadzenia Republiki jako kandydat PSD w okręgu Aveiro. Reelekcję uzyskiwał w wyborach w 2005, 2009, 2011 i 2015. W 2011 objął funkcję przewodniczącego klubu parlamentarnego PSD. Pełnił tę funkcję do 2017, później zrezygnował z miejsca w parlamencie. Zajął się prowadzeniem działalności gospodarczej.
W 2020 bezskutecznie ubiegał się o przywództwo w PSD. Na nowego lidera socjaldemokratów został wybrany natomiast w 2022. W 2024 z ramienia koalicji ugrupowań centroprawicowych ponownie uzyskał mandat posła do Zgromadzenia Republiki. Sojusz zorganizowany przez PSD uzyskał w tych wyborach największe poparcie. 21 marca Luís Montenegro otrzymał od prezydenta misję utworzenia nowego rządu. Lista kandydatów na ministrów została przedstawiona tydzień później. 2 kwietnia 2024 Marcelo Rebelo de Sousa dokonał zaprzysiężenia nowego mniejszościowego rządu; tym samym lider PSD rozpoczął sprawowanie funkcji premiera.
Na początku 2025 premierowi zaczęto zarzucać konflikt interesów i naruszenie przepisów antykorupcyjnych. Doszło do tego po publikacjach medialnych dotyczących działalności założonego przez niego przedsiębiorstwa Spinumviva, w którym udziały przejęli najbliżsi członkowie jego rodziny. W marcu 2025 jego rząd przegrał w parlamencie głosowanie nad wotum zaufania. Skutkowało to rozpisaniem przedterminowych wyborów na maj 2025, które skupiona wokół PSD koalicja wygrała, powiększając swoją reprezentację poselską. Lider socjaldemokratów uzyskał wówczas parlamentarną reelekcję. 5 czerwca 2025 został powołany jego drugi gabinet.